# Горський Горішній Тримбеш
Го́рський Горішній Тримбе́ш (болг. Горски горен Тръмбеш) — село у Великотирновській області Болгарії. Входить до складу общини Горішня Оряховиця.

## Населення
За даними перепису населення 2011 року у селі проживали 157 осіб.
Національний склад населення села:
| Національність   | Кількість осіб | Відсоток |
| ---------------- | -------------- | -------- |
| болгари          | 152            | 97,4%    |
| цигани           | 3              | 1,9%     |
| інша             | 0              | 0%       |
| Всього відповіли | 156            |          |

Розподіл населення за віком у 2011 році:
Динаміка населення: